# 潘墩站
潘墩站（福州話：/pʰaŋ˥˥ nouŋ˥˥/）位于中华人民共和国福建省福州市仓山区潘墩路与林浦路交叉口地下，是福州地铁6号线的地铁车站，是其西端终点站，于2022年8月28日启用。

## 车站结构
潘墩站为地下三层车站：地下一层为市政公路下穿通道；地下二层为站厅层；地下三层为站台层，岛式站台，长601米，为6号线最长的车站。
| 地面层   | 出入口                               | 出入口               |
| 地下一层 | 市政公路                             | 潘墩路下穿通道       |
| 地下二层 | 站厅                                 | 票务服务、自动售票机 |
| 地下三层 | 1                                    | 6号线 终点站         |
| 地下三层 | 岛式站台，列车运行方向左侧的车门开启 |                      |
| 地下三层 | 2                                    | 6号线 往万寿（林浦） |

### 出入口与周边
潘墩站开放4个出入口，其中无障碍电梯位于A、B出入口，卫生间位于A出入口。
| 潘墩站出入口信息            | 潘墩站出入口信息 | 潘墩站出入口信息 | 潘墩站出入口信息                 |
| --------------------------- | ---------------- | ---------------- | -------------------------------- |
|                             |                  |                  |                                  |
| 编号                        | 设施             | 位置             | 接驳交通                         |
| 出口 · A                    |                  | 车站东北口       | 浦下牛浦、闽江世纪金源会展大饭店 |
| 出口 · B                    |                  | 车站西北口       |                                  |
| 出口 · C                    |                  | 车站西南口       |                                  |
| 出口 · D                    |                  | 车站东南口       | 聚春园会展酒店                   |
| 注： 设有电梯 \| 设有卫生间 |                  |                  |                                  |

## 历史
- 2015年12月，中铁第四勘察设计院发布了《福州市轨道交通6号线工程环评报告书》，其中设置车站潘墩站。[3]
- 2018年1月16日，潘墩站围挡施工。[4]
- 2020年4月29日，潘墩站主体结构顺利封顶。[2]
- 2022年8月26日，潘墩站首次对外开放试乘[5]。
- 2022年8月28日，潘墩站随6号线一期通车而正式启用。[6]